# ハロゲン化物
ハロゲン化物（ハロゲンかぶつ、英: halide ハライド）とは、ハロゲンとそれより電気陰性度の低い元素との化合物である。フッ化物、塩化物、臭化物、ヨウ化物、アスタチン化物がある。多くの塩はハロゲン化物である。すべてのアルカリ金属は室温で白色固体のハロゲン化物をつくる。
ハロゲン化物イオンは負電荷を帯びたハロゲン原子のイオンであり、フッ化物イオン F-、塩化物イオン Cl-、臭化物イオン Br-、ヨウ化物イオン I-、アスタチン化物イオン At- がある。これらのイオンは、すべてのイオン性ハロゲン化物塩中に存在する。

## 分類
- フッ化物
- 塩化物
- 臭化物
- ヨウ化物
- アスタチン化物

## 検出
KCl、KBr、KI のようなハロゲン化物は、硝酸銀 AgNO3 水溶液によって検出することができる。ハロゲン化物イオンは Ag+ イオンと反応し、ハロゲンによって様々な色の沈殿が生じる。
- AgF: 沈殿なし
- AgCl: 白色
- AgBr: 淡黄色
- AgI: 緑色（黄色）

ハロゲンを含む有機化合物に対しては、バイルシュタイン試験が用いられる。

## 利用
金属ハロゲン化物は、近代的な街灯に使われるメタルハライドランプのような高輝度放電ランプに用いられる。これは水銀灯よりエネルギー効率がよく、オレンジ色のナトリウムランプより演色が得られる。メタルハライドランプは、一般に温室や湿潤気候で日光を補うために使われる。
はんだペースト中で塩化物、または同等な臭化物が用いられる。

## 無機ハロゲン化合物
典型元素のハロゲン化物は、周期表の族に特有の性質を示す。
- 塩化ナトリウム (NaCl)
- 塩化カリウム (KCl)
- ヨウ化カリウム (KI)
- 臭化ナトリウム (NaBr)
- 塩化リチウム (LiCl)
- 塩化銅(II) (CuCl2)
- 塩化銀 (AgCl)
- フッ化塩素 (ClF)

## 有機ハロゲン化合物
一般に、有機ハロゲン化合物は有機化合物の C-H 構造に対して、ハロゲン分子をラジカル置換反応により導入するか、不飽和化合物に対して付加反応させることで合成される（直接ハロゲン化）。また、カルボン酸誘導体や適当な脱離基に対して適当な無機ハロゲン化合物を作用させる求核置換反応によっても合成される。